# Allison Scurich
Allison Lee Scurich (Mission Viejo, 7 de juny de 1986) és una exfutbolista croata.
Amb la National Collegiate Athletic Association va jugar en les Washington State Cougars del 2004 al 2007. Després, va passar pel club West Coast FC de la WPSL l'any 2008 i per Los Angeles Sol l'any següent.
Per a la temporada 2009-10 va fitxar-la el TSV Crailsheim, de la segona divisió alemanya. Sense l'opció per a jugar en la selecció dels Estats Units, va decantar-se per debutar a Croàcia l'octubre de 2011. Així, acostuma a jugar-hi, tot i que no hi va néixer. En aquell primer partit, però, van perdre 3-0 contra els Països Baixos en les eliminatòries de l'Eurocopa Femenina de Futbol 2013.
El 2012, va passar al SC Sand, amb el qual va ascendir a primera divisió. El 2015, va anar-se'n de cap al 1.FFC Turbine Potsdam.